# Roxborough, Chestnut Hill and Norristown Traction Company
Die Roxborough, Chestnut Hill and Norristown Traction Company war ein Überlandstraßenbahnbetrieb im US-Bundesstaat Pennsylvania. Das insgesamt 29,5 Kilometer lange Netz verband Wissahickon, Manayunk und Chestnut Hill, drei Vororte von Philadelphia, mit der Stadt Norristown.

## Geschichte
Am 21. November 1874 eröffnete die Manayunk and Roxborough Inclined Plane and Railway Company eine Pferdebahn in der Spurweite von 1588 Millimetern entlang der Ridge Avenue in Wissahickon. Sie begann am Bahnhof Wissahickon der Pennsylvania Railroad und führte bis zur Kreuzung Roxborough Avenue. Die Wissahickon Electric Passenger Railway eröffnete am 20. Oktober 1894 eine elektrische Straßenbahn vom Bahnhof Wissahickon durch die Manayunk Avenue, Green Lane, Ridge Avenue, Ridge Pike, Barren Hill Road, Harts Lane, Church Road, Germantown Pike und Germantown Avenue nach Chestnut Hill, wo sich die Endstelle an der Kreuzung mit der Northwestern Avenue am Chestnut Hill College befand. Eine Zweigstrecke zum Bahnhof Manayunk entstand ebenfalls. Die Bahn fuhr mit 550 Volt Gleichstrom. Im Dezember 1894 ging eine Zweigstrecke von Barren Hill nach Plymouth Meeting entlang des Ridge Pike in Betrieb, die am 19. Mai 1895 Norristown erreichte. Diese Strecke wurde von der Chestnut Hill and Norristown Passenger Railway Company betrieben. Im Dezember 1895 fusionierten diese drei Bahnen zur Roxborough, Chestnut Hill and Norristown Traction Company (RCH&N). Anfangs musste am Bahnübergang in Hickorytown umgestiegen werden, da die Straßenbahn die Eisenbahngleise nicht kreuzen durfte, was jedoch Ende 1895 durch den Bau einer Unterführung entfiel. Depot und Werkstatt der Bahn befanden sich in Roxborough, etwa acht Kilometer von der Endstelle in Wissahickon entfernt. In Chestnut Hill bestand Anschluss an die Straßenbahn Philadelphia sowie an eine Überlandstrecke der Lehigh Valley Transit Company nach Allentown.
1899 erwarb die United Power and Transportation Company die Bahn, der kurz darauf auch die Schuylkill Valley Traction Company (SVT) gehörte. Das Netz dieser Bahn schloss in Plymouth Meeting und Norristown an das der RCH&N an. Der neue Eigentümer verpachtete die RCH&N formal an die SVT, die nun auch den Betrieb führte. Die SVT wurde ihrerseits an die Reading Transit Company verpachtet, die ebenfalls der United Power&Transportation gehörte.
1924 verkaufte die United die Reading Transit Company und alle von dieser gepachteten Bahnen an die General Gas and Electric Corporation. Im Mai 1930 wurde der Pachtvertrag der RCH&N aufgelöst, die nun wieder als eigenständiger Betrieb fungierte. Im Dezember 1931 stellte sie aus wirtschaftlichen Gründen den Gesamtbetrieb ein und die Strecken wurden stillgelegt und abgebaut.

## Liniennetz
Die Bahngesellschaft betrieb folgende Linien:
- Wissahickon–Manayunk (6,5 km, alle 12 Minuten)
- Wissahickon–Barren Hill (10 km, alle 15 Minuten)
- Chestnut Hill–Barren Hill–Plymouth Meeting–Hickorytown–Norristown (13 km, alle 30 Minuten)